# Marié (mariage)
Pour les articles homonymes, voir Marié.

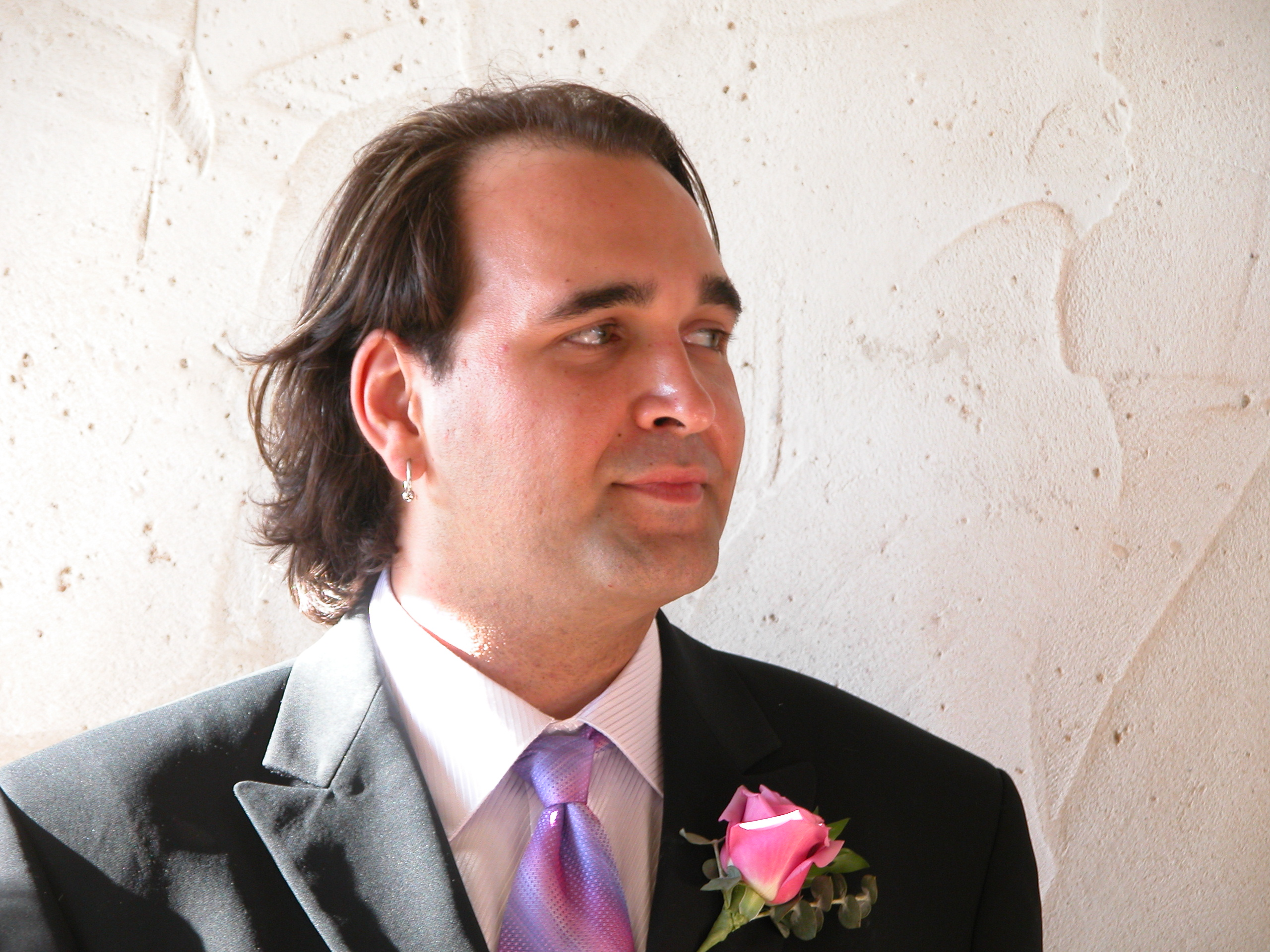
Un futur marié attend sa femme.

Un marié est un homme sur le point ou qui vient de se marier. Lors du mariage, le futur conjoint du marié (s'il s'agit d'une femme) est généralement appelé l'épouse ou la mariée (voir de jeune mariée si c'est il y a peu de temps). Dans le monde anglo-saxon, un marié peut être accompagné par un ou plusieurs garçons d'honneur.